# Malájföld az 1956. évi nyári olimpiai játékokon
Malájföld az ausztráliai Melbourne-ben és a svédországi Stockholmban megrendezett 1956. évi nyári olimpiai játékok egyik részt vevő nemzete volt. Az országot az olimpián 5 sportágban 33 sportoló képviselte, akik érmet nem szereztek. Malajzia első alkalommal vett részt az olimpiai játékokon, itt még Malájföld néven. Észak-Borneó ezen az olimpián még külön nemzetként képviseltette magát, a további olimpiákon már Malajzia részeként.

## Atlétika
Férfi
| Versenyző                    | Versenyszám | Előfutam   | Előfutam | Negyeddöntő | Negyeddöntő | Elődöntő | Elődöntő | Döntő   | Döntő    |
| Versenyző                    | Versenyszám | Idő        | Hely.    | Idő         | Hely.       | Idő      | Hely.    | Idő     | Helyezés |
| ---------------------------- | ----------- | ---------- | -------- | ----------- | ----------- | -------- | -------- | ------- | -------- |
| Raja bin Ngah Ali            | 100 m       | 11,2       | 6.       | kiesett     | kiesett     | kiesett  | kiesett  | kiesett | kiesett  |
| Sinnayah Karuppiah Jarabalan | 100 m       | 11,3       | 3.       | kiesett     | kiesett     | kiesett  | kiesett  | kiesett | kiesett  |
| Lee Kah Fook                 | 100 m       | 11,6       | 5.       | kiesett     | kiesett     | kiesett  | kiesett  | kiesett | kiesett  |
| Lee Kah Fook                 | 200 m       | 23,7       | 6.       | kiesett     | kiesett     | kiesett  | kiesett  | kiesett | kiesett  |
| Abdul Rahim bin Ahmed        | 400 m       | 50,8       | 5.       | kiesett     | kiesett     | kiesett  | kiesett  | kiesett | kiesett  |
| Kenneth Perera               | 400 m       | 51,96      | 7.       | kiesett     | kiesett     | kiesett  | kiesett  | kiesett | kiesett  |
| Kenneth Perera               | 800 m       | nincs adat | 9.       |             | kiesett     | kiesett  | kiesett  | kiesett |          |
| Manikavagasam Harichandra    | 800 m       | 1:56,27    | 7.       |             | kiesett     | kiesett  | kiesett  | kiesett |          |

Női
| Versenyző    | Versenyszám | Előfutam | Előfutam | Elődöntő | Elődöntő | Döntő   | Döntő    |
| Versenyző    | Versenyszám | Idő      | Hely.    | Idő      | Hely.    | Idő     | Helyezés |
| ------------ | ----------- | -------- | -------- | -------- | -------- | ------- | -------- |
| Annie Choong | 100 m       | 12,5     | 4.       | kiesett  | kiesett  | kiesett | kiesett  |

## Gyeplabda
| Malájföldi férfi gyeplabdacsapat-játékoskeret | Malájföldi férfi gyeplabdacsapat-játékoskeret |
| --- | --- |
| - Ponnudura Alagendra - Sheikh Ali - Noel Arul - Salam Devendran - Chuah Eng Cheng - Chua Eng Kim - Thomas Lawrence - Supaat Nadarajah - Philip Sankey | - Rajaratnam Selvanayagam - Hamzah Shamsuddin - Manikam Shanmuganathan - Mike Shepherdson - Gian Singh - Gerry Toft - Peter van Huizen - Freddy Vias - Aman Ullah Karim |

### Eredmények
| Színmagyarázat               |
| ---------------------------- |
| Bejutott az elődöntőbe.      |
| Az 5–8. helyért játszhattak. |
| A 9–12. helyért játszhattak. |

Csoportkör
B csoport
| Csapat               | M | Gy | D | V | G+ | G– | Gk | P |
| -------------------- | - | -- | - | - | -- | -- | -- | - |
| Nagy-Britannia (GBR) | 3 | 1  | 2 | 0 | 5  | 4  | +1 | 4 |
| Ausztrália (AUS)     | 3 | 2  | 0 | 1 | 6  | 4  | +2 | 4 |
| Malájföld (MAL)      | 3 | 0  | 2 | 1 | 5  | 6  | –1 | 2 |
| Kenya (KEN)          | 3 | 0  | 2 | 1 | 2  | 4  | –2 | 2 |

| 1956. november 23. 11:30 | Malájföld (MAL) | 2 – 2 | Nagy-Britannia (GBR) |  |
| 1956. november 23. 11:30 | (1 – 1)         |       |                      |  |

| 1956. november 26. 16:00 | Ausztrália (AUS) | 3 – 2 | Malájföld (MAL) |  |
| 1956. november 26. 16:00 | (2 – 1)          |       |                 |  |

| 1956. november 28. 16:00 | Kenya (KEN) | 1 – 1 | Malájföld (MAL) |  |
| 1956. november 28. 16:00 | (1 – 0)     |       |                 |  |

A 9–12. helyért
| 1956. december 3. | Malájföld (MAL) | 8 – 0 | Afganisztán (AFG) |  |
| 1956. december 3. |                 |       |                   |  |

| 1956. december 4. | Malájföld (MAL) | 3 – 0 | Egyesült Államok (USA) |  |
| 1956. december 4. |                 |       |                        |  |

| 1956. december 6. | Malájföld (MAL) | 3 – 2 | Kenya (KEN) |  |
| 1956. december 6. |                 |       |             |  |

| Csapat                 | M | Gy | D | V | G+ | G– | Gk  | P |
| ---------------------- | - | -- | - | - | -- | -- | --- | - |
| Malájföld (MAL)        | 3 | 3  | 0 | 0 | 14 | 2  | +12 | 6 |
| Kenya (KEN)            | 3 | 2  | 0 | 1 | 14 | 3  | +11 | 4 |
| Egyesült Államok (USA) | 3 | 0  | 1 | 2 | 1  | 7  | –6  | 1 |
| Afganisztán (AFG)      | 3 | 0  | 1 | 2 | 1  | 18 | –17 | 1 |

| Csapat          | Helyezés |
| --------------- | -------- |
| Malájföld (MAL) | 9.       |

## Sportlövészet
Férfi
| Versenyző    | Versenyszám          | Döntő | Döntő    |
| Versenyző    | Versenyszám          | Pont  | Helyezés |
| ------------ | -------------------- | ----- | -------- |
| Joseph Chong | Gyorstüzelő pisztoly | 438   | 33.      |
| Liew Foh Sin | Trap                 | 140   | 29.      |
| Moe Fu Kiat  | Trap                 | 145   | 28.      |

## Súlyemelés
| Versenyző    | Versenyszám | Nyomás   | Nyomás   | Szakítás | Szakítás | Lökés                    | Lökés                    | Összesen | Helyezés |
| Versenyző    | Versenyszám | Eredmény | Helyezés | Eredmény | Helyezés | Eredmény                 | Helyezés                 | Összesen | Helyezés |
| ------------ | ----------- | -------- | -------- | -------- | -------- | ------------------------ | ------------------------ | -------- | -------- |
| Koh Eng Tong | 60 kg       | 90,0     | =14.     | 82,5     | 19.      | 112,5                    | =15.                     | 285,0    | 17.      |
| Chan Pak Lum | 75 kg       | 100,0    | =12.     | 102,5    | 12.      | érvényes kísérlet nélkül | érvényes kísérlet nélkül | kiesett  | kiesett  |
| Tan Kim Bee  | 90 kg       | 117,5    | 13.      | 122,5    | 5.       | 155,0                    | =5.                      | 395,0    | 6.       |

## Úszás
Férfi
| Versenyző     | Versenyszám    | Előfutam | Előfutam | Előfutam | Elődöntő | Elődöntő | Elődöntő | Döntő   | Döntő    |
| Versenyző     | Versenyszám    | Idő      | Hely.    | Össz.    | Idő      | Hely.    | Össz.    | Idő     | Helyezés |
| ------------- | -------------- | -------- | -------- | -------- | -------- | -------- | -------- | ------- | -------- |
| Lim Heng Chek | 100 m hát      | 1:12,4   | 7.       | 24.      | kiesett  | kiesett  | kiesett  | kiesett | kiesett  |
| Fong Seow Hor | 200 m pillangó | 2:56,0   | 7.       | 17.      |          |          |          | kiesett | kiesett  |